# Zygmunt Gorazdowski
Zygmunt Karol Gorazdowski herbu Prawdzic (ur. 1 listopada 1845 w Sanoku, zm. 1 stycznia 1920 we Lwowie) – święty Kościoła katolickiego, polski ksiądz, założyciel Zgromadzenia Sióstr Świętego Józefa, działacz charytatywny, założyciel Towarzystwa Bonus Pastor, lwowski „ojciec ubogich”.

## Życiorys

### Rodzina i wykształcenie

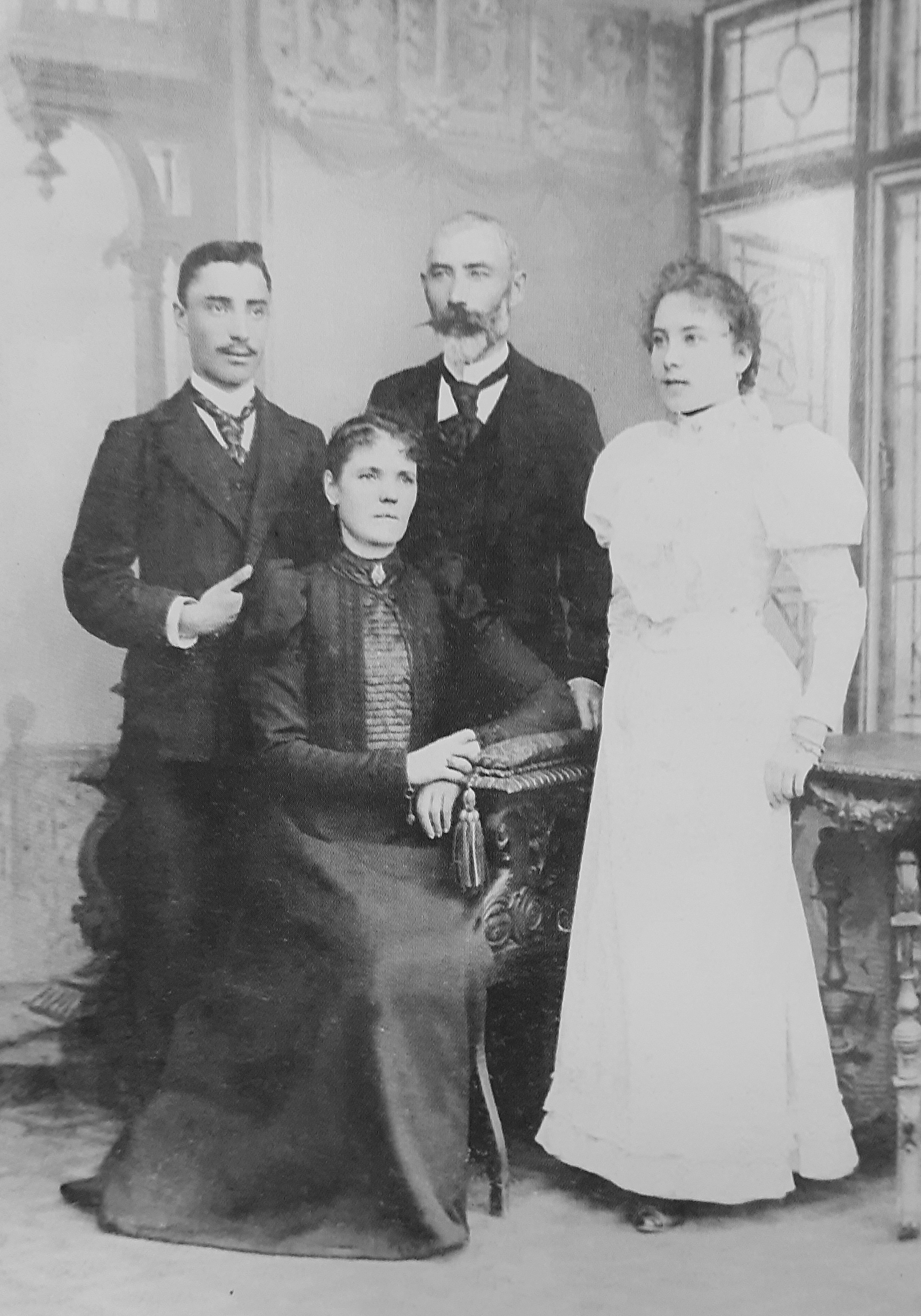
Zygmunt, Aleksandra, Feliks i Helena Gorazdowscy

Zygmunt Karol Gorazdowski urodził się 1 listopada 1845 w Sanoku w religijnej rodzinie szlacheckiej jako drugie z siedmiorga dzieci Feliksa Gorazdowskiego herbu Prawdzic i Aleksandry z domu Łazowskiej herbu Łada. 9 listopada 1845 został ochrzczony przez ks. Walentego Wojciechowskiego w kościele Franciszkanów w Sanoku. Miał rodzeństwo: Mariannę Helenę (1844–1881, po mężu Korabiewska, nauczycielka), Mieczysławę Stefanię (1846–1849), Mieczysława Bonawenturę Aleksandra (1849–1853), Kazimierza Jana (1852–1853), Michalinę Mieczysławę (1856–1879, nauczycielka), Marię Henrykę (1859–1938, po mężu Machalska, nauczycielka). Razem z rodziną młody Zygmunt przebywał w Sanoku do około 1850. W lutym 1846 przebywając u krewnych w Pstrągowej uniknął śmierci w trakcie rzezi galicyjskiej, gdy został ukryty przez opiekunkę pod kołem młyńskim. Mniej więcej w tym okresie nabawił się gruźlicy, która później towarzyszyła mu już przez całe życie. Naukę w szkołach początkowych i średnich odbywał w Przemyślu. Jako uczeń VIII klasy gimnazjalnej w 1863 bez powiadomienia rodziców wyruszył do powstania styczniowego. Po upadku powstania wrócił do Przemyśla i w 1864 zdał egzamin dojrzałości w tamtejszym C. K. Gimnazjum. Po maturze przez dwa lata studiował prawo na Uniwersytecie Lwowskim. W 1866 przerwał studia i wstąpił do Wyższego Seminarium Duchownego we Lwowie. Po ukończeniu seminarium nie zdecydowano jednak o wyświęceniu go na kapłana z powodu stanu zdrowia („wybuch krwi”). Następnie odbył dwuletnie leczenie ze względu na gwałtowny nawrót gruźlicy. Ostatecznie sakrament święceń kapłańskich otrzymał 25 lipca 1871 w katedrze lwowskiej. Przez pierwsze sześć lat pracował jako wikariusz i administrator w Tartakowie, Wojniłowie, Bukaczowcach, Gródku Jagiellońskim i Żydaczowie.

### Działalność kapłańska i charytatywna
W 1877 rozpoczął działalność kapłańską i dobroczynną we Lwowie. Początkowo posługiwał tam w kościele św. Marcina i w kościele Matki Boskiej Śnieżnej, a od lipca 1878 przez wiele lat w kościele św. Mikołaja. Przy tamtejszej parafii najpierw był wikarym (przy proboszczu ks. Odelgiewiczu), potem administratorem, a następnie proboszczem (po rezygnacji ks. Grabowskiego).
Od początku swojej posługi we Lwowie angażował się w pracę na rzecz ubogich, szczególnie mając wyjście naprzeciw żebractwu. Pod koniec lat 70. był asesorem i sekretarzem Instytutu Ubogich Chrześcijan we Lwowie. Włączał się czynnie w istniejące już instytucje dobroczynne, powoływał też nowe. Założył dom pracy dobrowolnej dla żebraków (pod wezwaniem Opatrzności), z jego inicjatywy zorganizowano tanią kuchnię ludową, w której żywili się robotnicy, studenci, młodzież szkolna, dzieci, a najliczniej – biedota lwowska. Wydawano w niej dziennie około 600 obiadów (korzystał z niej także św. brat Albert Chmielowski, ilekroć przebywał we Lwowie). Założył Zakład dla Nieuleczalnie Chorych i Wyzdrowieńców pod wezwaniem św. Józefa. Stworzył dom pracy dla starców. Dla ubogich studentów Seminarium Nauczycielskiego otworzył Internat św. Jozafata, którego był długoletnim dyrektorem. Założył Związek Katolickich Towarzystw Dobroczynnych. Powołał do istnienia pierwszy, a także przez długie lata jedyny w Galicji, Zakład Dzieciątka Jezus dla niemowląt i podrzutków. Był też jednym z głównych działaczy Towarzystwa Męskiego św. Wincentego a Paulo, Towarzystwa Pracy Kobiet dla Biednych Szwaczek, Towarzystwa św. Salomei dla Ubogich Wdów. Zorganizował zakonne Józefitki (Zgromadzenie Sióstr Świętego Józefa). Zakonnice niosły posługę cierpiącym w szpitalach, sierocińcach, ochronkach, w domach prywatnych. Mając na celu wspieranie wszystkich swoich dzieł założył stowarzyszenie religijne pod nazw SS. Józefitek.
Nauczał religii w lwowskim stowarzyszeniu pracy kobiet. Otrzymał tytuł kanonika honorowego. 20 kwietnia 1905 został mianowany tajnym szambelanem papieża Piusa X. W 1908 został członkiem wydziału Towarzystwa Miłosierdzia „Opatrzność” we Lwowie, utrzymującego „Dom Pracy” w tym mieście, stanowiący przytułek dla ubogich.
W drugiej połowie lat 80. figurował jako współtwórca i wydawca czasopisma katolickiego „Bonus Pastor”. Celem kształcenia niemieckojęzycznych dzieci z rodzin katolickich, dotąd uczących się w szkołach ewangelickich, zainicjował założenie dla nich szkoły językiem niemieckim wykładowym. Spotkało się to z negatywnym odzewem narodowych środowisk polskich, zarzucających księdzu udział w germanizacji. Sprawą uspokoił abp Józef Bilczewski i ostatecznie w 1903 założono katolicką 4-klasową szkołę ludową pw. św. Józefa, którą prowadzili bracia szkolni, sprowadzeni do Lwowa dzięki staraniom ks. Gorazdowskiego. Kilka lat przed wybuchem I wojny światowej (1914) podjął zamiar stworzenia katolickiego czasopisma i w tym duchu przez pewien czas współdziałał z „Heroldem Polskim” Stanisława Brandowskiego, zaś po wyniknięciu nieporozumienia z nim założył własne pismo pod nazwą „Gazeta Codzienna”, dla celów którego zakupił nieruchomość i drukarnię.
W związku z kłopotami wywołanymi przez osobę współpracującą z nim przy wydawaniu ww. gazety, w ostatnich latach życia ustąpił ze stanowiska proboszcza parafii św. Mikołaja i zamieszkał we lwowskim klasztorze sióstr Józefitek. Tam zmarł 1 stycznia 1920. Został pochowany na Cmentarzu Łyczakowskim we Lwowie.

## Tablica przodków
| Tablica rodowodowa                                                 | | | | |
| Dziadkowie                                                         | Szymon Gorazdowski herbu Prawdzic Maria Dobrzańska                                                           | Szymon Gorazdowski herbu Prawdzic Maria Dobrzańska                                                           | Onufry Łazowski herbu Łada Benina Nowosielecka                                                               | Onufry Łazowski herbu Łada Benina Nowosielecka                                                               |
| Rodzice                                                            | Szczęsny Feliks Gorazdowski herbu Prawdzic (1813–14.05.1903) Aleksandra Łazowska herbu Łada (1825–8.01.1891) | Szczęsny Feliks Gorazdowski herbu Prawdzic (1813–14.05.1903) Aleksandra Łazowska herbu Łada (1825–8.01.1891) | Szczęsny Feliks Gorazdowski herbu Prawdzic (1813–14.05.1903) Aleksandra Łazowska herbu Łada (1825–8.01.1891) | Szczęsny Feliks Gorazdowski herbu Prawdzic (1813–14.05.1903) Aleksandra Łazowska herbu Łada (1825–8.01.1891) |
| św. Zygmunt Karol Gorazdowski herbu Prawdzic (1.11.1845–1.01.1920) | | | | |

## Publikacje
- Alban Isidor Stolz, Zygmunt Gorazdowski: Rady i przestrogi na całe życie. Pamiątka dla młodzieży męzkiej przy ukończeniu szkół. Lwów: Wyd: Zygmunt Gorazdowski, 1876. OCLC 891257588. Brak numerów stron w książce
- Zygmunt Gorazdowski, Alban Isidor Stolz: Zasady i przepisy dobrego wychowania według Albana Sztolca dla użytku rodziców, nauczycieli, duchownych i innych wychowawców. Lwów: 1886. OCLC 836787088. Brak numerów stron w książce
- Joseph Deharbe, Zygmunt Gorazdowski: Katechizm św. Kościoła Katolickiego według Deharbea dla szkół ludowych. Wyd. 6. Lwów: Nakładem autora, 1887. OCLC 749501857. Brak numerów stron w książce
- Zygmunt Gorazdowski: Wiersze pozostające. Nowa Ruda: D.M. & Sons, 1995. OCLC 836210552. Brak numerów stron w książce
- Zygmunt Gorazdowski (wybór i opracowanie tekstu S.M. Jana Przetak CSSJ, opracowanie graficzne Andrzej Sochacki, ilustracje ze zbiorów Sióstr Świętego Józefa, Andrzej Sochacki): Drogą miłosierdzia ze św. Zygmuntem Gorazdowskim. Myśli z pism św. Zygmunta Gorazdowskiego. Kraków: Zgromadzenie Sióstr Świętego Józefa, 2015. OCLC 971435753. Brak numerów stron w książce
- Zygmunt Gorazdowski (autorka obrazków Teresa Moskal, opracowanie tekstów Dolores Siuta): Po śladach "Ojca ubogich". Myśli z pism św. Zygmunta Gorazdowskiego. Kraków: Zgromadzenie Sióstr Świętego Józefa, 2015. ISBN 978-83-88153-88-4. OCLC 971385231. Brak numerów stron w książce
- Dolores Danuta Siuta: Apostoł Bożego Miłosierdzia. Św. ks. Zygmunt Gorazdowski (1845-1920). Kraków: Wydawnictwo Instytutu Teologicznego Księży Misjonarzy, 2007. Brak numerów stron w książce

## Proces beatyfikacji i kanonizacji
Już za życia mówiono o Zygmuncie Gorazdowskim „ksiądz Dziadów”, „ojciec ubogich”, „apostoł Bożego Miłosierdzia”. 
Z inicjatywy Zgromadzenia Sióstr Świętego Józefa (józefitek) podjęto starania celem wyniesienia jego na ołtarze. Stolica Apostolska 1 czerwca 1989(dts) wydała dekret tzw. nihil obstat zezwalający na rozpoczęcie procesu jego beatyfikacji, po czym 29 czerwca tegoż roku w archidiecezji lwowskiej został rozpoczęty ten proces na szczeblu diecezjalnym. Odtąd przysługiwał mu tytuł Sługi Bożego. W kwietniu 1993, po zakończeniu procesu na szczeblu diecezjalnym, akta zostały przekazane Kongregacji Spraw Kanonizacyjnych w Rzymie, która 26 listopada 1993(dts) wydała dekret o ważności tego postępowania. Postulator procesu w 1999 złożył tzw. positio, wymagane w dalszej procedurze beatyfikacyjnej. 8 czerwca 1999(dts) odbyło się posiedzenie konsultorów teologicznych, a 15 listopada tegoż roku posiedzenie kardynałów i biskupów Kongregacji Spraw Kanonizacyjnych, po których papież Jan Paweł II, 20 grudnia 1999(dts) wydał zgodę na promulgowanie dekretu o heroiczności jego życia i cnót. Odtąd przysługiwał mu tytuł Czcigodnego Sługi Bożego.
Do beatyfikacji potrzebny był cud za jego wstawiennictwem, którym okazało się uzdrowienie Zdzisława z Wrocławia. Po zbadaniu jego okoliczności odbyło się 18 stycznia 2001(dts) posiedzenie komisji lekarskiej, a 27 marca tegoż roku posiedzenie konsultorów teologicznych i 23 kwietnia 2001(dts) posiedzenie kardynałów i biskupów Kongregacji Spraw Kanonizacyjnych, po których papież Jan Paweł II zaakceptował zgłoszony cud. Uroczysta beatyfikacja wraz z beatyfikacją abp. Józefa Bilczewskiego odbyła się podczas mszy świętej 26 czerwca 2001(dts) we Lwowie pod przewodnictwem papieża Jana Pawła II. W homilii papież powiedział m.in.:

W okresie, gdy arcybiskup Bilczewski pełnił pasterską posługę we Lwowie, spędził tam ostatnie lata swego ziemskiego życia również ks. Zygmunt Gorazdowski, prawdziwa perła łacińskiego duchowieństwa tej archidiecezji. Choć był słabego zdrowia, powodowany niezwykłą miłością bliźniego poświęcał się nieustannie służbie ubogim. Postać młodego kapłana, który nie bacząc na poważne niebezpieczeństwo zarażenia opiekował się chorymi w Wojniłowie i własnymi rękoma opatrywał ciała zmarłych na cholerę, pozostała w pamięci współczesnych jako żywe świadectwo miłosiernej miłości Zbawiciela.

Obraz beatyfikacyjny z jego wizerunkiem namalowała s. Agnieszka Maniak CSSJ, który został następnie zawieszony w kaplicy domu generalnego Zgromadzenia Sióstr Świętego Józefa w Krakowie przy ul. Moniuszki 8.  
Do kanonizacji potrzebny był następny cud za jego wstawiennictwem. Po jego zgłoszeniu i procedurze jego badania, 20 grudnia 2004(dts) ogłoszono dekret o jego zaakceptowaniu, co oznaczało zgodę na jego kanonizację, która odbyła się w Rzymie na placu Świętego Piotra w czasie uroczystej mszy świętej pod przewodnictwem papieża Benedykta XVI podczas zamknięcia Roku Eucharystii i XI Zgromadzenia Zwyczajnego Synodu Biskupów wraz z kanonizacją czterech innych błogosławionych: abp. Józefa Bilczewskiego, ks. Kajetana Catanoso, o. Alberta Hurtado Cruchagi SJ i br. Feliksa z Nikozji OFMCap. Polskie władze reprezentowała ambasador Hanna Suchocka. Obecnych było ponad 3 tysiące pielgrzymów z Polski i Ukrainy wraz z delegacją Episkopatu Polski: kardynałem Józefem Glempem i Henrykiem Gulbinowiczem oraz arcybiskupami Stanisławem Dziwiszem i Henrykiem Muszyńskim.
Jego wspomnienie liturgiczne wyznaczono na dzień 26 czerwca (dies natalis).

## Upamiętnienia
Od lipca 2006 roku jest współpatronem miasta Sanoka. Decyzję władz samorządowych zatwierdziła dekretem Stolica Apostolska. Uroczyste ogłoszenie patronatu ogłoszono w październiku 2008 roku podczas mszy św. na sanockim rynku, której przewodniczył biskup Józef Michalik. Na obszarze Sanoka imieniem Zygmunta Gorazdowskiego nazwano jedną z ulic w dzielnicy Wójtostwo.
Na fasadzie kościoła franciszkanów w Sanoku znajduje się tablica upamiętniająca św. ks. Zygmunta Gorazdowskiego. Inskrypcja głosi: W tym kościele pw. Podwyższenia Krzyża Świętego w Sanoku został ochrzczony 9 listopada 1845 roku św. ks. Zygmunt Gorazdowski, sanoczanin, beatyfikowany we Lwowie przez Jana Pawła II, 26.06.2001 r., kanonizowany w Rzymie przez Benedykta XVI, 23.10.2005 r. Ponadto w klasztorze franciszkanów w Sanoku jego imieniem nazwano kaplicę.
30 października 2010 w Sanoku przy współudziale społeczeństwa oraz zaproszonych gości m.in. biskupów Józefa Michalika i biskupa lwowskiego Mieczysława Mokrzyckiego odsłonięto statuę św. Zygmunta Gorazdowskiego przed kościołem Parafią Chrystusa Króla w Sanoku. Przedstawia stojącego ks. Zygmunta Gorazdowskiego skłaniającego się do siedzącej kobiety z dzieckiem na rękach. Treść podpisu na postumencie brzmi: Patron miasta Sanoka Św. Ks. Zygmunt Gorazdowski. 1845 Sanok 1920 Lwów. Autorami było małżeństwo Marek Maślaniec i Agnieszka Świerzowicz. Został odsłonięty 30 października 2010 roku. Sfinansowano go z darów sanoczan.

## Galeria

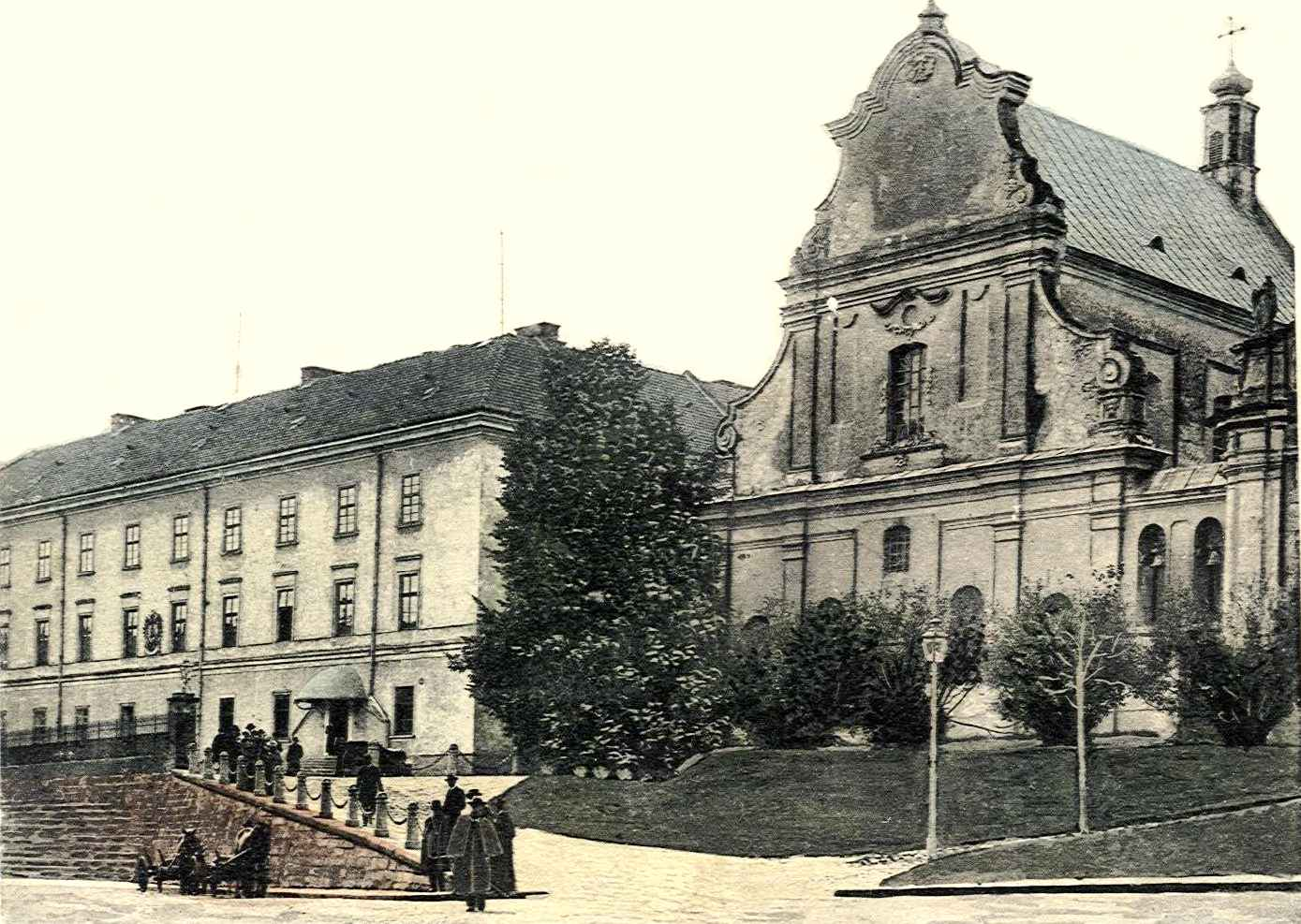
Kościół św. Mikołaja we Lwowie
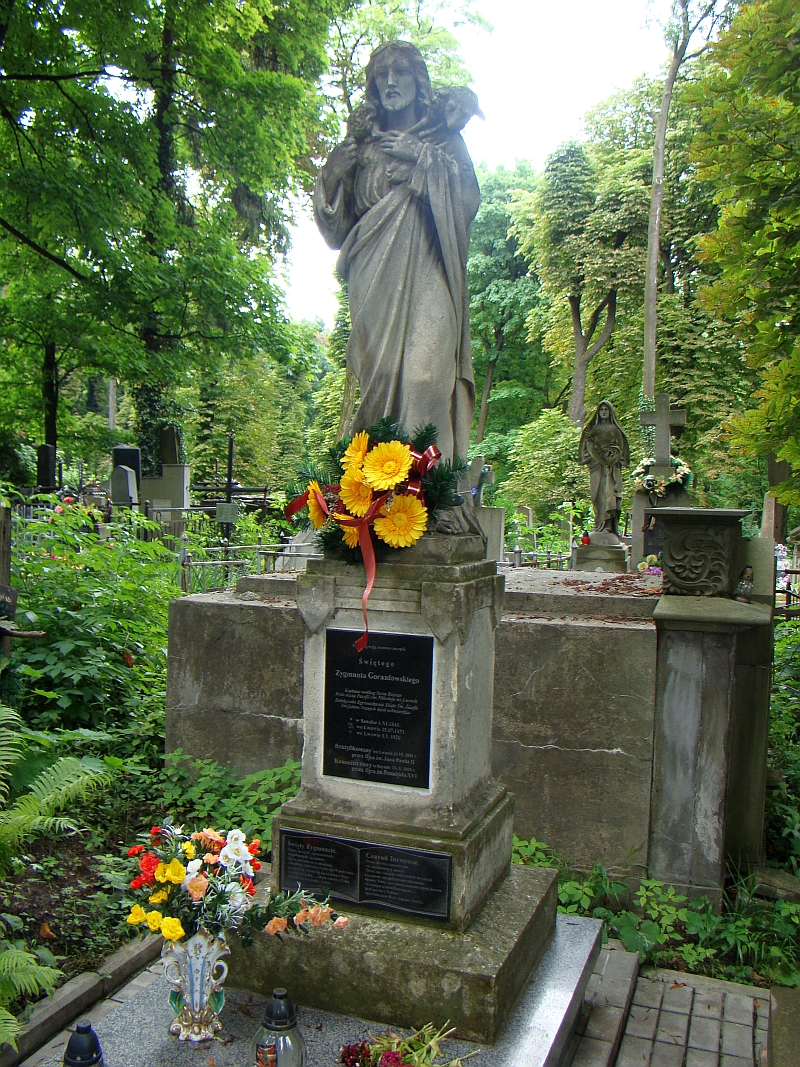
Grób św. Zygmunta Gorazdowskiego na Cmentarzu Łyczakowskim we Lwowie
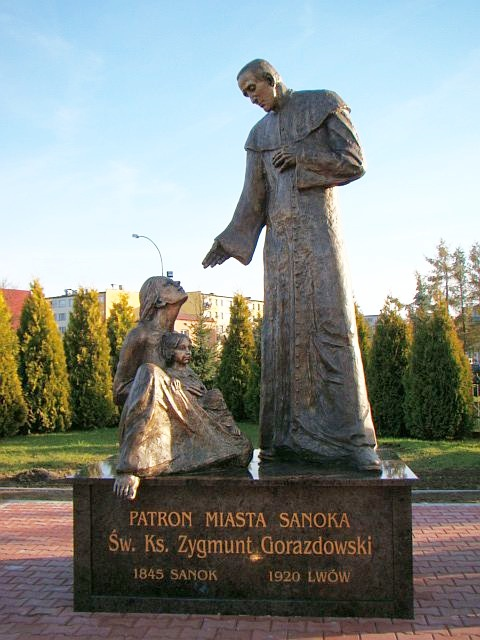
Pomnik przy kościele Chrystusa Króla w Sanoku
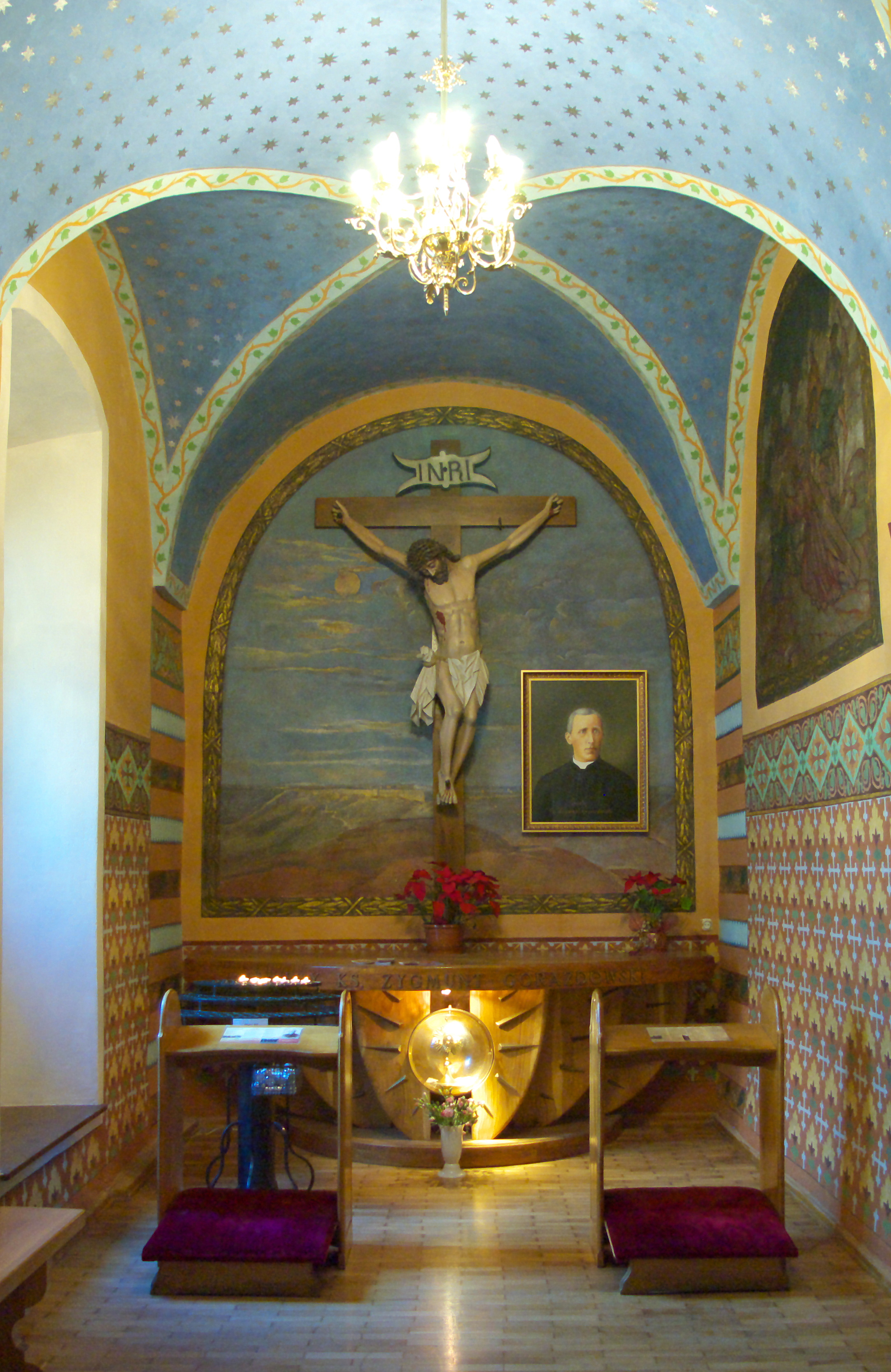
Kaplica pw. św. Zygmunta Gorazdowskiego w klasztorze franciszkanów w Sanoku
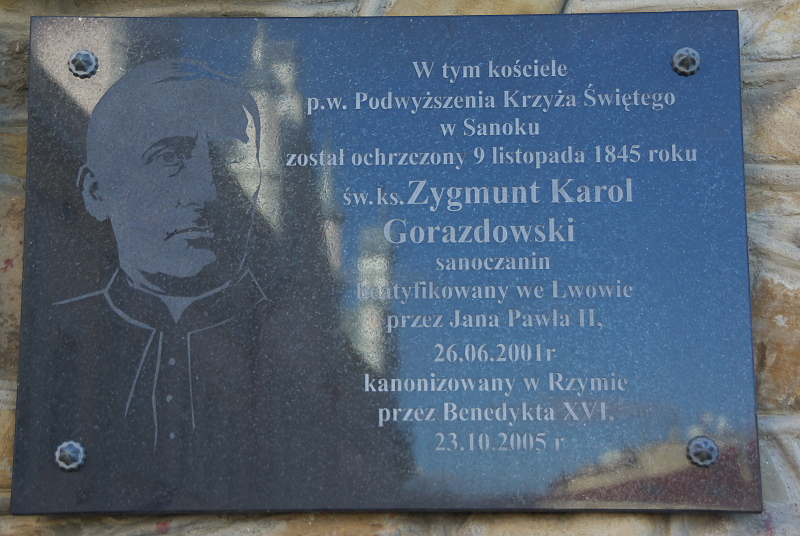
Tablica pamiątkowa na fasadzie kościoła franciszkanów w Sanoku
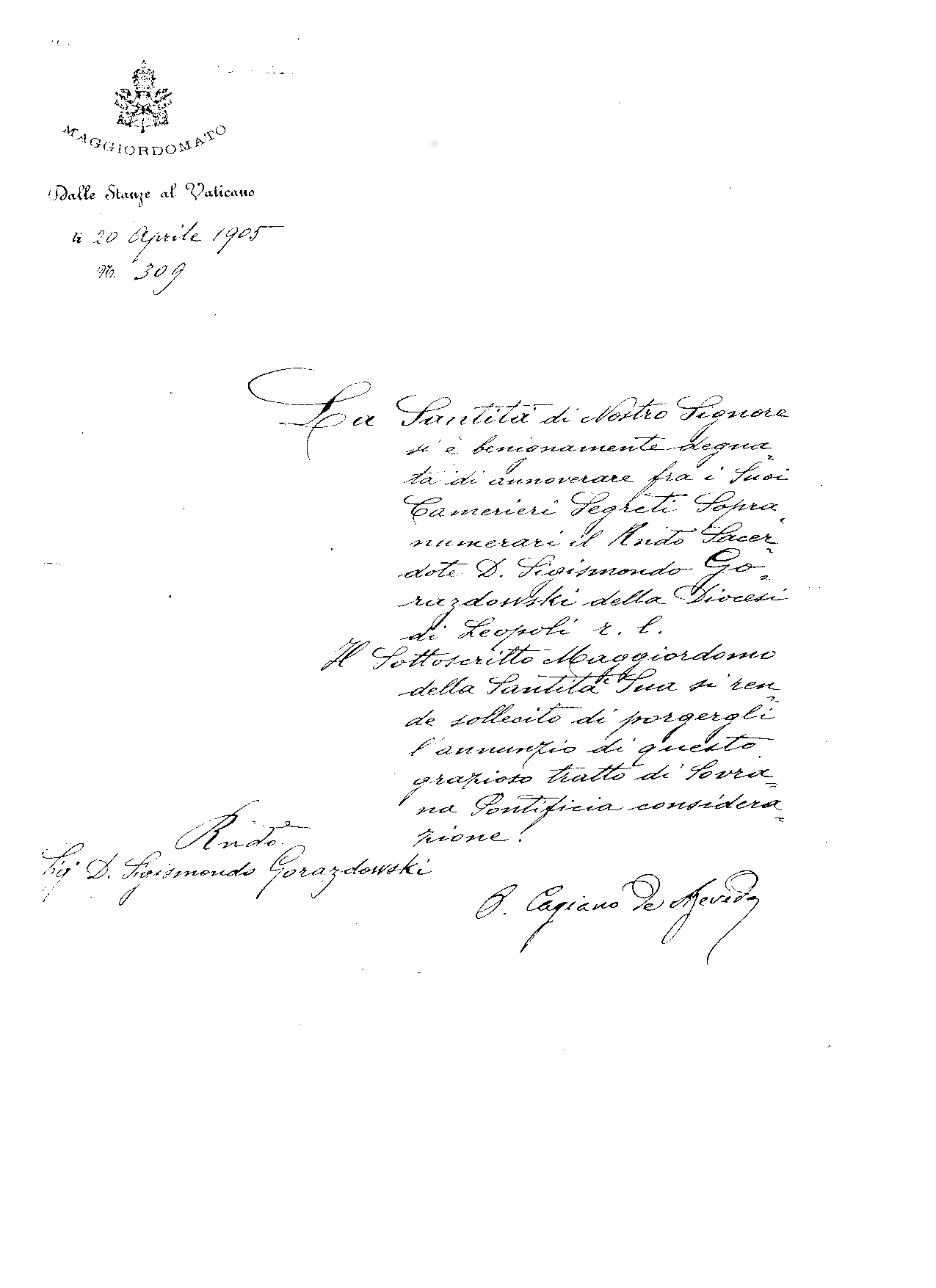
Nominacja na szambelana papieskiego